# متیلن‌دی‌اکسی

ساختار شیمیایی متیلن‌دی‌اکسی.

متیلن‌دی‌اکسی به گروه عاملی با فرمول ساختاری R-O-CH2-O-R' گفته می‌شود که به باقی ماندهٔ یک مولکول با دو پیوند شیمیایی وصل است. گروه متیلن‌دی‌اکسی از دو اتم اکسیژن تشکیل شده که به یک پل متیلن (-CH2-) وصل است. معمولاً گروه متیلن‌دی‌اکسی به یک ساختار آروماتیکی مانند گروه فنیل وصل است که تشکیل گروه‌های عاملی متیلن‌دی‌اکسی‌فنیل یا بنزودی‌اکسول می‌دهد. این گروه عاملی به فراوانی در فراورده‌های طبیعی یافت می‌شود. سافرول و داروها و مواد مخدر شیمیایی مانند تادافیل، MDMA و پیپرونیل بوتوکساید همگی این گروه عاملی را دارند.